# Christoph Meineke

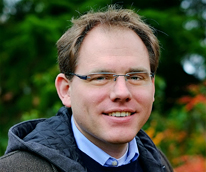
Christoph Meineke (2012)

Christoph Meineke (* 13. März 1979 in Hannover) ist ein deutscher Volkswirt und Public Manager. Er ist Geschäftsführer der Metropolregion Hannover-Braunschweig-Göttingen-Wolfsburg. Zuvor war er Bürgermeister und Mitglied im Präsidium des Niedersächsischen Städtetages. 

## Ausbildung
Nach dem Abitur am Matthias-Claudius-Gymnasium Gehrden studierte Meineke Volkswirtschaftslehre an der Wirtschaftsuniversität Wien, der Universität St. Gallen und der Zeppelin University Friedrichshafen. Er promoviert bei Birger Priddat an der privaten Universität Witten/Herdecke. Im Jahr 2012 absolvierte er an der Harvard Kennedy School eine Senior Executive Ausbildung.

## Politik

### Bürgermeisterwahlen
Erstmals in Norddeutschland gelang es ihm im Jahr 2006, als Einzelbewerber ohne Unterstützung durch eine Wählergemeinschaft gegen drei parteigebundenen Kandidaten der SPD, CDU und FDP in einer Direktwahl zum Bürgermeister gewählt zu werden. Meineke wurde durch die abschließende Stichwahl jüngster Hauptverwaltungsbeamter in Niedersachsen bis zum Jahr 2013. Diese Wahl sorgte deutschlandweit für Aufsehen und gilt als Referenz parteiloser Politik in Deutschland. Wesentlich für seinen Erfolg war das starke persönliche Engagement im Wahlkampf. Der damals neue Einsatz von Social Media ist in wissenschaftlichen Arbeiten untersucht worden.
Zur Bürgermeisterwahl im Mai 2014 trat Meineke erneut als parteiloser Kandidat an. Die SPD sprach sich für Meineke aus, die FDP und Bündnis 90/Die Grünen stellten keinen Kandidaten. Meineke gewann die Wahl mit 89,6 % gegen einen Kandidaten aus der CDU.
Im Januar 2021 kündigte Meineke in einem offenen Brief an die Bürger an, zur Kommunalwahl 2021 im September nicht erneut anzutreten.

### Digitale Kommunalpolitik

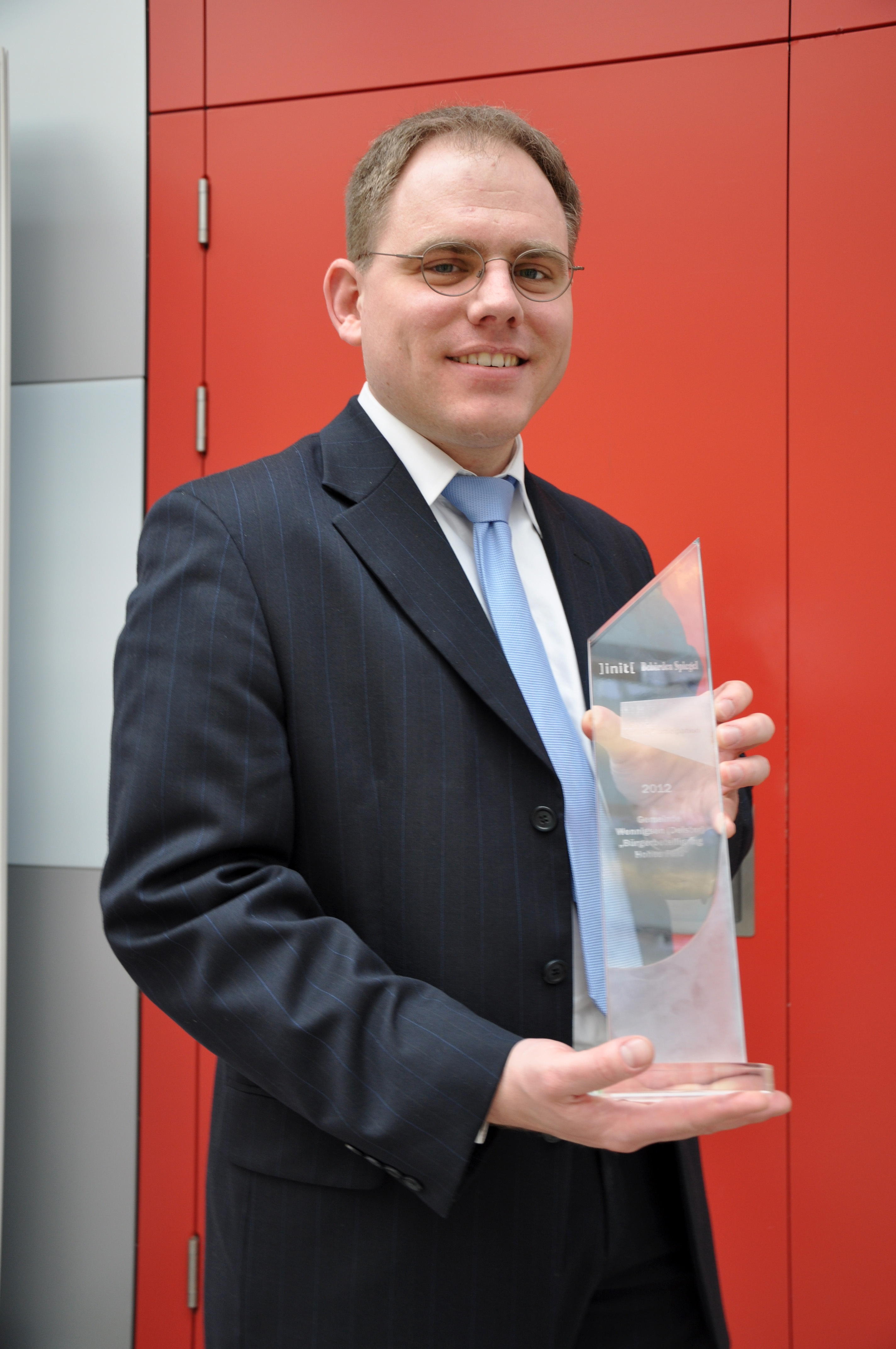
Meineke mit dem Online-Partizipationspreis 2012 für das Bürgerbeteiligungs-
verfahren zum Wennigser Wohnquartier Hohes Feld

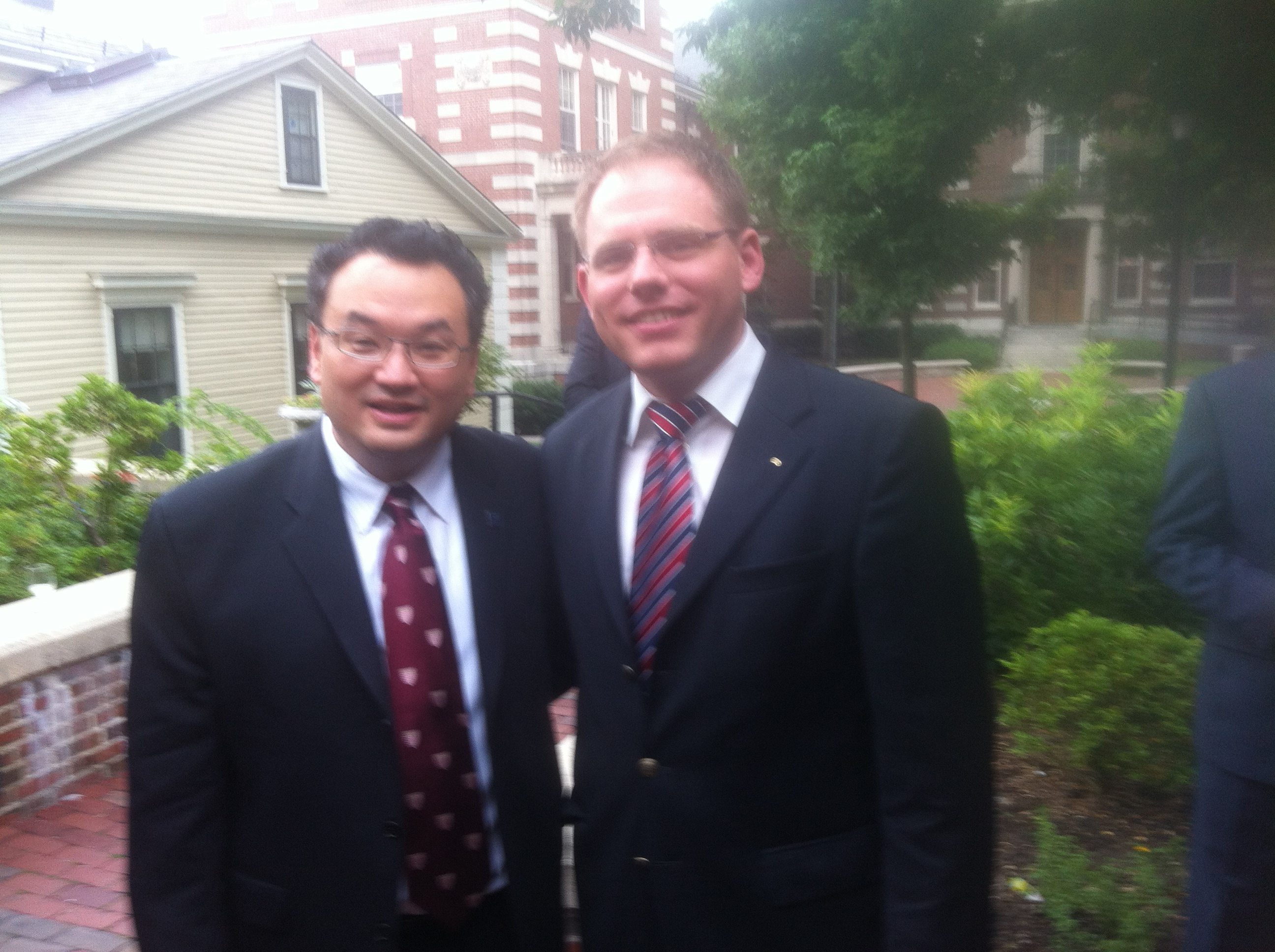
Meineke neben dem Bürgermeister der Silicon-Valley-Stadt Cupertino Gilbert Wong an der Harvard University, 2012

Zu Beginn seiner Amtszeit hatte Meineke angekündigt, online Impulse zur Erneuerung der Idee der kommunalen Selbstverwaltung und digitaler Bürgerbeteiligung setzen zu wollen. Er baute unter anderem eine Kooperation mit dem Institut für Informationsmanagement der Universität Bremen auf. Dadurch wurde Wennigsen mit dem Projekt Klimaversprechen Teil des Programms „e2democracy“. Im Jahr 2012 errang die Gemeinde den erstmals in Deutschland verliehenen Preis für Online-Partizipation für das von Meineke auf den Weg gebrachte Bürgerbeteiligungsverfahren zum Wennigser Wohnquartier Hohes Feld. Die Digitalprojekte waren auch ein Teil der Nominierung der Gemeinde zum Deutschen Nachhaltigkeitspreis 2012 in der Kategorie Governance und Verwaltung. Zu weiteren Aktionen mit der Online-Community gehörte zum Beispiel die Partnerschaft mit Wikimedia Deutschland zur Aktion Wiki Loves Monuments Wennigsen. Er betrieb einen Blog und kommunizierte mit den Bürgern in Social-Media-Kanälen.
Im Rahmen der Initiative Wissenschaftsjahr 2014 Die Digitale Gesellschaft des Bundesministeriums für Bildung und Forschung und der Gesellschaft für Informatik wurde er mit der Auszeichnung Deutschlands Digitale Köpfe geehrt. Die Auszeichnung gilt jenen, die mit ihren Ideen und Projekten die digitale Entwicklung in Deutschland vorantreiben.

### Überörtliche Arbeit
Meineke war seit 2008 Mitglied und Vortragender im Innovators Club des Deutschen Städte- und Gemeindebundes. Er referierte zu Themen der Bürgerbeteiligung im Internetzeitalter bei Institutionen wie der Deutschen Universität für Verwaltungswissenschaften in Speyer, dem Deutschen Institut für Urbanistik oder der ADV Österreich. Im November 2013 wurde Meineke ins Präsidium des Niedersächsischen Städtetages gewählt. Er vertrat dort als Nachfolger des ehemaligen Hildesheimer Oberbürgermeisters Kurt Machens die parteilosen Bürgermeister.
Ab 2023 war Meineke bei der Metropolregion Hannover-Braunschweig-Göttingen-Wolfsburg e.V. Geschäftsführer für den Verein Kommunen. Ab 2024 leitet er als Geschäftsführer die Metropolregion Hannover Braunschweig Wolfsburg Göttingen GmbH.

## Publikationen
- Kommunalwahlkampf 2.0 Erfahrungen und Tipps. In: Franz-Reinhard Habbel, Andreas Huber (Hrsg.): Web 2.0 für Kommunen und Kommunalpolitik. Neue Formen der Öffentlichkeit und der Zusammenarbeit von Politik, Wirtschaft, Verwaltung und Bürger. Werner Hülsbusch, Boizenburg 2008, ISBN 978-3-940317-36-0, S. 9–14.
- mit Herbert Kubicek: Ausgezeichnete Bürgerkonsultation in Wennigsen. In zwei Stufen auf zwei Wegen In: NST-Nachrichten. Bd. 40, Nr. 7/8, 2012, ISSN 1434-0372, S. 162–165, (Digitalisat (2,89 MB)).
- Herausforderung online-Partizipation. In: Hermann Hill (Hrsg.): Verwaltungskommunikation. Wissenschaftliche Analysen und praktische Beispiele (= Verwaltungsressourcen und Verwaltungsstrukturen. 25). Nomos, Baden-Baden 2013, ISBN 978-3-8487-0711-9, S. 133–144.
- Der Gegenort. Warum das Silicon Valley kein Vorbild ist – und was wir trotzdem von ihm lernen können. In: Habbel, FR., Robers, D., Stember, J. (Hrsg.) Die innovative Kommune. Edition Innovative Verwaltung. Springer Gabler, Wiesbaden 2022, doi:10.1007/978-3-658-35675-0_21